# Szczepkin (obwód rostowski)
Szczepkin (ros. Щепкин) – osiedle w Rosji, w obwodzie rostowskim, w rejonie aksajskim. W 2021 liczyło 2645 mieszkańców.